# Lady Grinning Soul
Lady Grinning Soul är en låt av David Bowie som släpptes som B-sida till Let's Spend the Night Together som släpptes i juli 1973 och finns med på hans album Aladdin Sane som släpptes 13 april 1973.